# Afro Samurai 2
Afro Samurai 2: Revenge of Kuma est un jeu vidéo d'action-aventure développé par Redacted Studios et édité par Versus Evil, sorti en 2015 sur PlayStation 4 et Windows.
Il est adapté du manga et de l'anime du même nom et fait suite à Afro Samurai.